# Acanthosaura crucigera
Acanthosaura crucigera (лат.) — вид ящериц из семейства агамовых, обитающий в Юго-Восточной Азии. В среде террариумистов известен как «акантозавр крестоносный» и «акантозавр рогатый».

## Описание
Общая длина тела достигает 24-26 см, самцы несколько крупнее самок. Один из самых красивых представителей своего рода. Цвет кожи колеблется от зелёного до бурого. Спину украшает рисунок из тёмных и желтоватых точек и пятнышек. Чешуя гребней желтоватая. Затылочный гребень выше спинного и отделен от него широким промежутком. На шее развитая светлая горловая сумка с контрастным красноватым пятном. Радужная оболочка глаз также красноватая.

## Образ жизни
Предпочитает лесистую, влажную местность, практически всю жизнь проводит на деревьях. Питается насекомыми. Достаточно агрессивное животное.

## Размножение
Это яйцекладущая ящерица. Самка откладывает до 9 яиц.

## Распространение
Ареал охватывает Мьянму, Лаос, Камбоджу, Таиланд, Вьетнам и запад Малайзии.

## Галерея

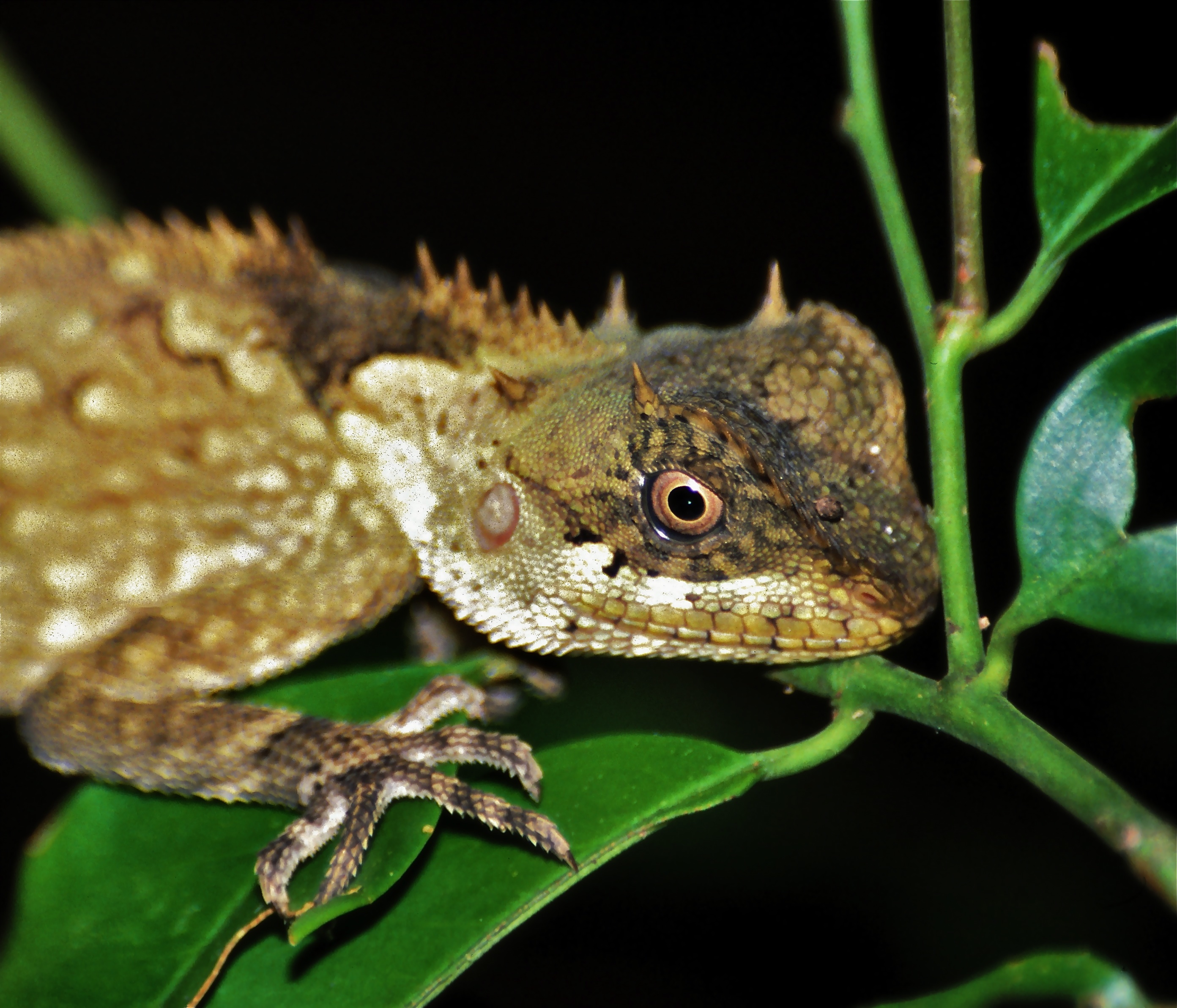
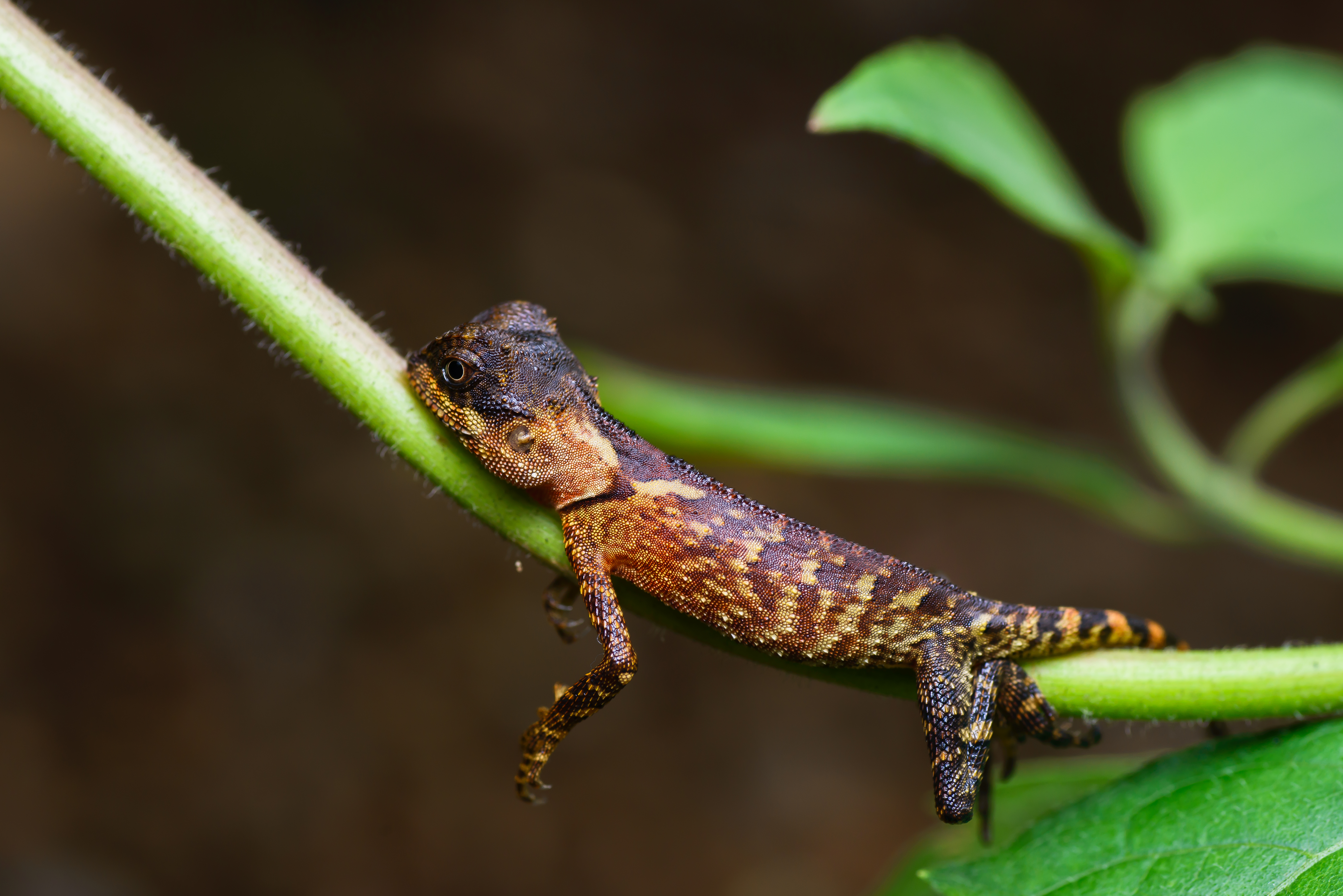
Молодая особь